# Otto Ludwig Hölder
Otto Ludwig Hölder, nemški matematik, * 22. december 1859, Stuttgart, Nemčija, † 29. avgust 1937, Leipzig, Nemčija.

## Življenje in delo
Hölder je najbolj znan po svojem delu iz funkcionalne analize, teorije grup in teorije števil.
Najprej je eno leto študiral strojništvo na Tehniški univerzi v Stuttgartu, nato pa je leta 1877 začel študirati matematiko na Univerzi v Berlinu, kjer je poslušal predavanja Weierstrassa, Kroneckerja in Kummerja. Doktoriral je leta 1882 z nalogo Prispevek k teoriji potenciala (Beiträge zur Potentialtheorie) na Univerzi v Tübingnu. Poučeval je na Univerzi v Leipzigu od leta 1899 do upokojitve.